# Liśnica
Liśnica (deutscher Name Augustenhof, Kreis Belgard) ist eine Ortschaft in der polnischen Woiwodschaft Westpommern. Sie liegt in der Gemeinde Tychowo (Groß Tychow) und gehört zum Kreis Białogard (Belgard).
Liśnica liegt sechs Kilometer südlich von Tychowo und ist über die Woiwodschaftsstraße 167 Koszalin (Köslin) – Ogartowo (Jagertow) erreichbar. Die nächste Bahnstation ist Tychowo an der Bahnstrecke Szczecinek–Kołobrzeg.
Das frühere Augustenhof war ein Vorwerk des Gutsbezirkes Zadtkow (polnisch: Sadkowo). Die Gemeinde war bis 1945 ein Amtsbezirk im Landkreis Belgard (Persante), standesamtlich jedoch mit Muttrin (Motarzyn) verbunden. 
Kirchlich war Augustenhof in das Kirchspiel Muttrin eingepfarrt und gehörte somit zum Kirchenkreis Belgard in der Kirchenprovinz Pommern der evangelischen Kirche der Altpreußischen Union. Kirchenpatron war Rittergutsbesitzer Kulow auf Augustenhof. Heute ist Liśnica Teil des Kirchspiels Koszalin (Köslin) der Diözese Pommern-Großpolen in der polnischen Evangelisch-Augsburgischen Kirche.